# Гіссен
Гі́ссен (нім. Gießen) — університетське місто в землі Гессен, Німеччина. Підпорядковане адміністративному округу Гіссен. Входить до складу району Гіссен. Населення становить 75 349 осіб (на 30 червня 2009 року). Займає площу 72,562 км ². Офіційний код 06 5 31 005.

## Географія

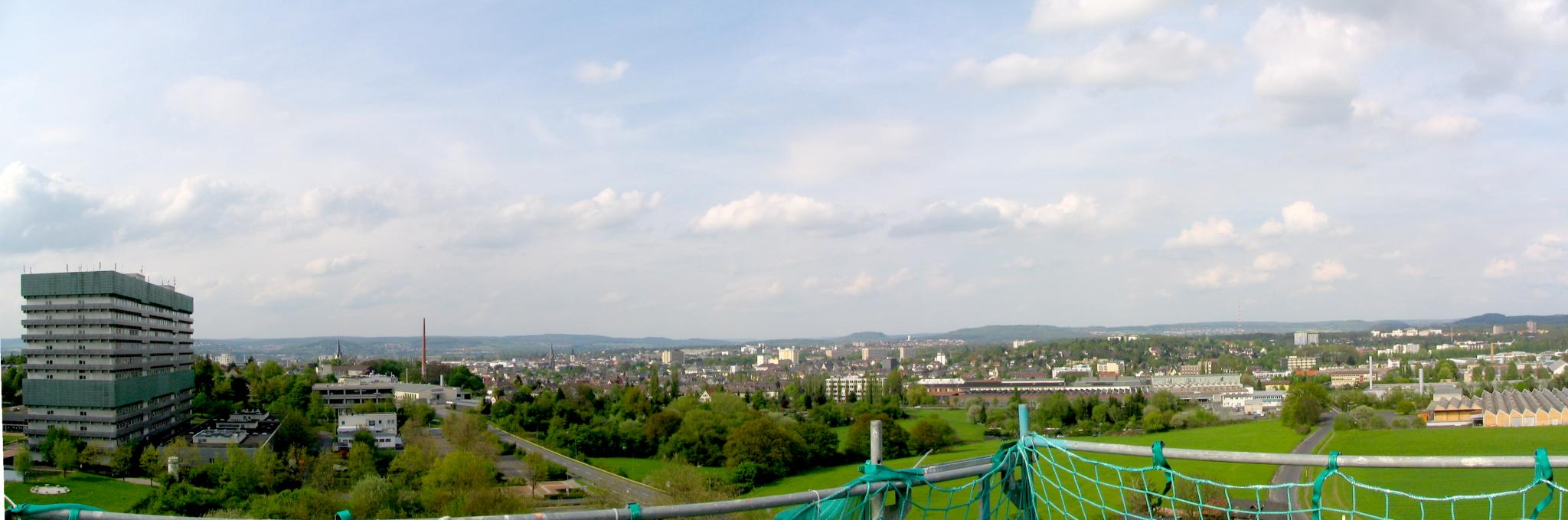
Панорама Гіссена

Гіссен лежить на вигині річки Лан, там де вона змінює свій напрямок з південного на західний, між містами Ветцлар (12 км нижче за течією Лану) та Марбург (30 км вище за течією Лану). На північний захід від Гіссена починається гірський масив Таунус, а на схід — Фогельсберг.
Сусідні громади:
- Гойхельгайм (нім. Heuchelheim)
- Веттенберг (нім. Wettenberg)
- Лоллар (нім. Lollar)
- Штауфенберг (нім. Staufenberg)
- Бузек (нім. Buseck)
- Фернвальд (нім. Fernwald)
- Польгайм (нім. Pohlheim)
- Лінден (нім. Linden)
- Гюттенберг (нім. Hüttenberg) (Lahn-Dill-Kreis)
- Ветцлар (нім. Wetzlar) (Lahn-Dill-Kreis).

Гіссен поділяється на 6 міських районів:
- Центральний район (нім. Kernstadt)
- Візек (нім. Wieseck)
- Кляйнлінден (нім. Kleinlinden)
- Аллендорф-на-Лані (нім. Allendorf/Lahn)
- Редген (нім. Rödgen)
- Лютценлінден (нім. Lützellinden)

## Історія

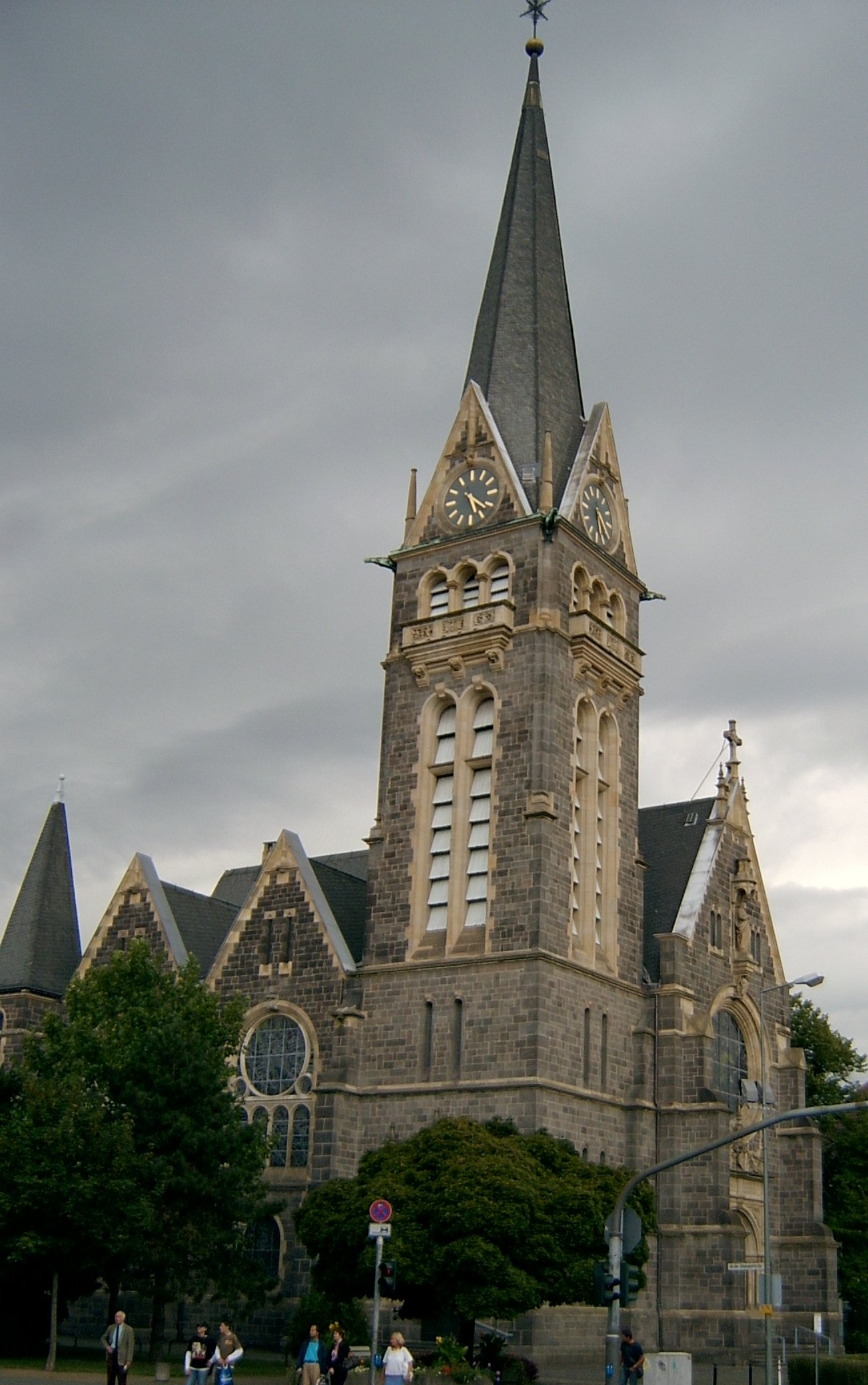
Євангельська церква Йоганнеса

### Зародження міста
1152 року Вільгельм фон Гляйберг (нім. Wilhelm von Gleiberg) заснував замок Гіссен за 5 км від свого замку Глейберг та переселився туди. Перша письмова згадка про нове поселення відноситься до 1197 року. 1248 року Гіссен став містом і 1264 року перейшов до Гессенського ландграфства. 1442 року Гіссен отримав право на свободу торгівлі (створення міського ринку), що мало в середньовіччі велике значення для розвитку міської економіки.
Близько 1535 року ландграф Філіпп I Великодушний велів укріпити місто. При розділі Гессенського ландграфства 1567 року Гіссен перейшов до Гессен-Марбурзького ландграфства, а 1604 році — до Гессен-Дармштадтського ландграфства.

### Університет
19 травня 1607 року було засновано Університет Людвіга (нім. Ludwigsuniversität), а через два роки й Гіссенський ботанічний сад — найстаріший ботанічний сад Німеччини.

### XVII–XVIII століття
У 1634-1635 роках внаслідок чуми значно скоротила чисельність населення.
Під час воєн у XVIII столітті Гіссен неодноразово потрапляв до рук завойовників.

### XIX століття
1803 року Гіссен став столицею провінції Обергессен у складі Великого герцогства Гессенського. У той час були зміцнені міські укріплення.
З 1824 до 1852 року в Гіссенскому університеті викладав Юстус Лібіх.
1849 року з введенням в експлуатацію гілки Франкфурт-Кассель Гіссен був підключений до німецької залізничної мережі. 1862 року додалася гілку на Кельн, а через два роки  до Гіссена була продовжена гілка Кобленц-Ветцлар.
1855 року було засновано добровільну пожежну охорону.
1870 року увійшла в експлуатацію залізнична гілка на Фульду, а 1872 року — на Гельнгаузен.
У 1879–1888 роках в Гіссенскому університеті викладав Вільгельм Конрад Рентген.
1893 року була відкрита Євангельська церква Йоханнеса (нім. Johanneskirche) — сьогодні найбільша церква міста.

### XX століття
1907 року відкрився міський театр.

Табір переміщених осіб-українців у Гіссені, 1948 р.

До 1942 року більш 1000 євреїв було депортовано в нацистські концтабори.

## Чисельність населення
У Середньовіччі Гіссен налічував від декількох сотень до декількох тисяч жителів. Чисельність населення зростала повільно внаслідок частих воєн, епідемій та голоду, як наприклад під час чуми в 1634–1635 гг. З початком індустріалізації в XIX сторіччі приріст населення прискорився.
Під час Другої світової війни кількість населення значно зменшилася з 47.000 1939 року до 25.000 1945 року.
Приріст населення до 78.000 1971 року пояснюється приєднанням сусідніх громад Аллендорф-на-Лані та Редген. 1977 року міста Гіссен, Ветцлар і 14 сусідніх громад були об'єднані в одне місто під назвою Лан (за іменем річки) з населенням в 155.000, але таке утворення протрималося лише до 1 серпня 1979 року і було знову поділене через численні протести.
З 1963 року кількість населення Гіссена практично не опускається нижче 70.000.
| 1495  | 1577  | 1675  | 1782  | 1800  | 1834  | 1900   | 1919   | 1939   | 1945   | 1950   | 1965   | 1980   | 1987   | 1990   | 2008   |
| 1.200 | 3.000 | 4.450 | 4.600 | 4.800 | 7.878 | 25.491 | 33.402 | 46.560 | 34.907 | 46.712 | 72.395 | 76.374 | 69.824 | 74.497 | 75.140 |
| ----- | ----- | ----- | ----- | ----- | ----- | ------ | ------ | ------ | ------ | ------ | ------ | ------ | ------ | ------ | ------ |

## Клімат
Середньомісячна температура, °C:
| -0,1 | +0,7 | +4,6 | +8,9 | +13,5 | +16,6 | +18,2 | +17,4 | +14,0 | +9,0 | +4,7 | +1,1 |

Середньомісячні опади, мм:
| 48 | 42 | 31 | 38 | 51 | 66 | 65 | 63 | 48 | 44 | 46 | 45 |
| -- | -- | -- | -- | -- | -- | -- | -- | -- | -- | -- | -- |

## Політика
Комунальні вибори 26 березня 2006 показали такі результати:
| Партії та суспільства   | Голоси, % 2006 | Крісла 2006 | Голоси, % 2001 | Крісла 2001 |
| ХДС                     | 36,0           | 21          | 38,6           | 23          |
| СДПН                    | 33,2           | 20          | 33,4           | 20          |
| Союз 90/Зелені          | 12,8           | 8           | 9,7            | 6           |
| ВДП                     | 5,7            | 3           | 5,5            | 3           |
| Вільні виборці          | 3,8            | 2           | 7,4            | 4           |
| Ліва партія             | 5,9            | 4           | 3,8            | 2           |
| Цивільний список Гіссен | 2,4            | 1           | 1,1            | 1           |
| Інші                    | 0,1            | 0           | 0,5            | 0           |
| Всього                  | 100            | 59          | 100            | 59          |
| Участь у виборах, %     | 37,9           | 37,9        | 47,2           | 47,2        |

З 2001 року правляча коаліція з ХДС, ВДП і Вільних виборців втратила частину голосів протягом останніх виборах. Після виборів 2006 року у Гіссені перебуває при владі коаліція з ХДС, ВДП та Союзу 90/Зелені.
За підсумками прямих виборів 7 червня 2009 року обер-бургомістром Гіссена стала Дітлінд Грабі-Больц (СДПН), яка отримала 55,5% голосів.

## Економіка та інфраструктура

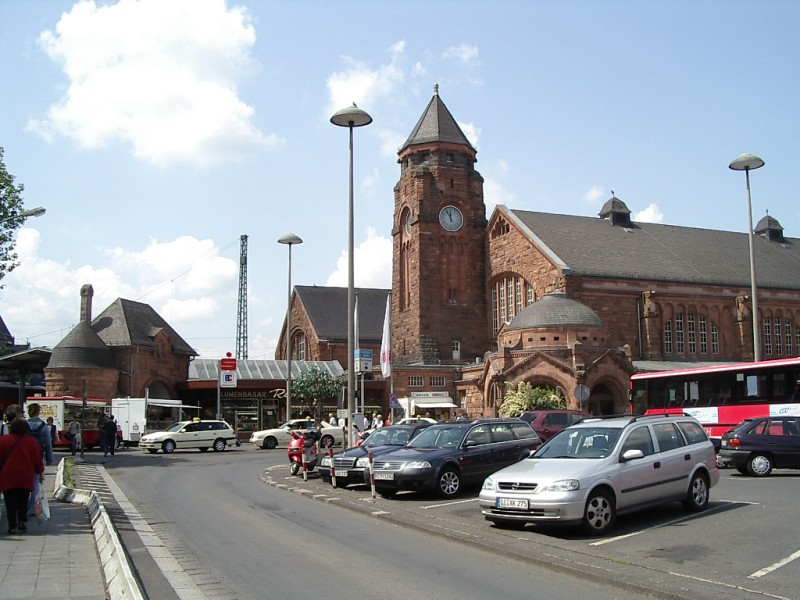
Площа перед залізничним вокзалом

### Транспорт
Гіссен є вузловим пунктом у центрі Гессена. Поруч з ним проходять автомагістралі, що зв'язують Марбург та Кассель на півночі, Франкфурт-на-Майні на півдні, Вюрцбург на південному сході, Зіген на північному заході, а також Лімбург-ан-дер-Лан та Кобленц на південному заході. Навколо міста прокладено кільцеву магістраль.
Гіссен є також вузловим залізничним пунктом в центральній частині Гессена. У місті є як пасажирський так і вантажний залізничний вокзал. До 2003 року працювало локомотивне депо. Залізничні гілки з'єднують Гіссен з Касселем на півночі, Франкфуртом-на-Майні на півдні, Кельном на заході, Кобленцом на південному заході, Фульдою на сході та Гельнгаузеном на південному сході.
Велику роль відіграє близькість до міжнародного аеропорту Франкфурт-на-Майні (близько 70 км).
З кінця Другої світової війни й до середини 2007 року в Гіссені розташовувався центральний склад армії США в Німеччині, що постачав продуктами та товарами цивільного призначення американських військовослужбовців та їхні родини в Європі.

### Освіта

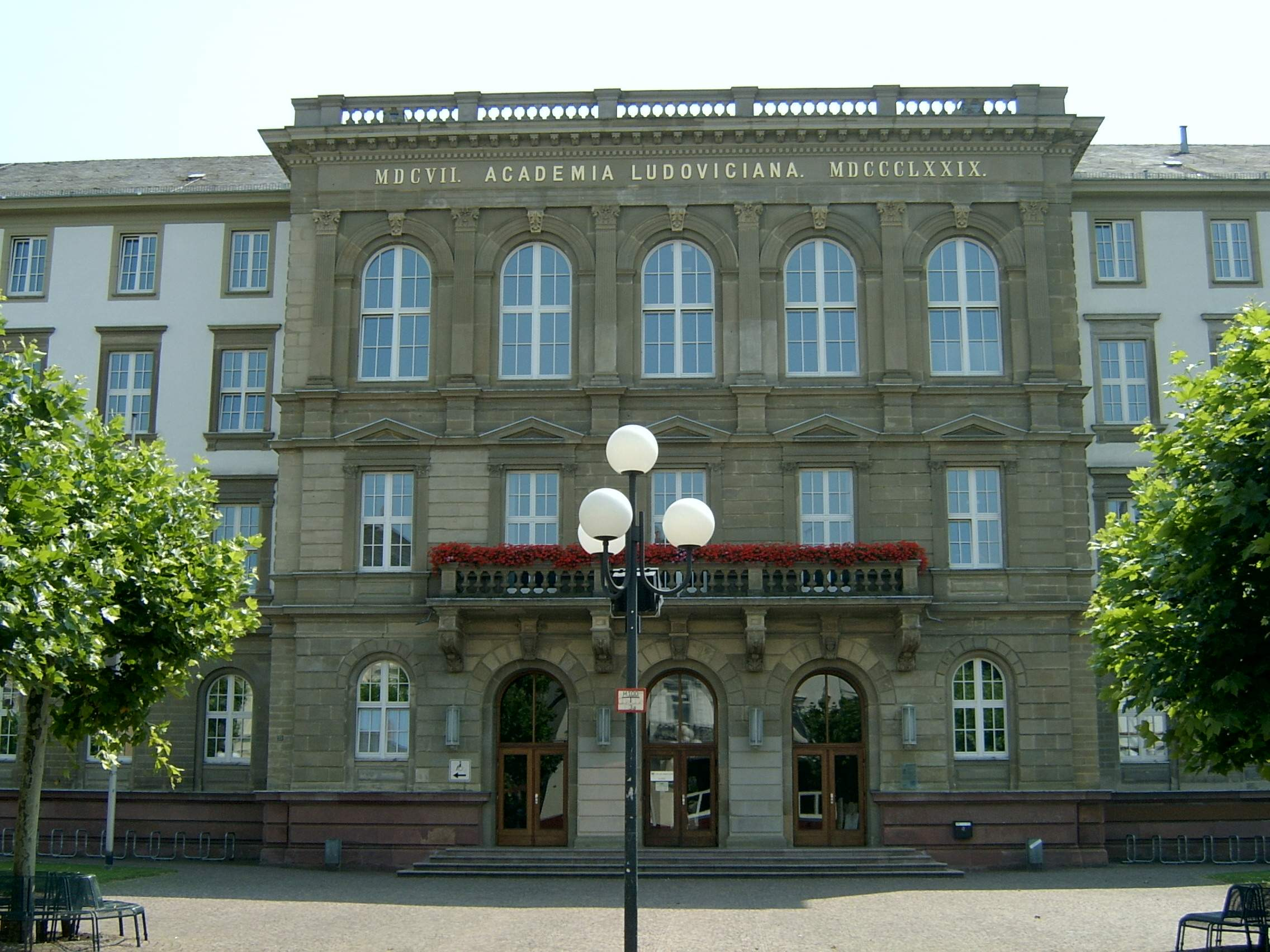
Головна будівля Гіссенського університету

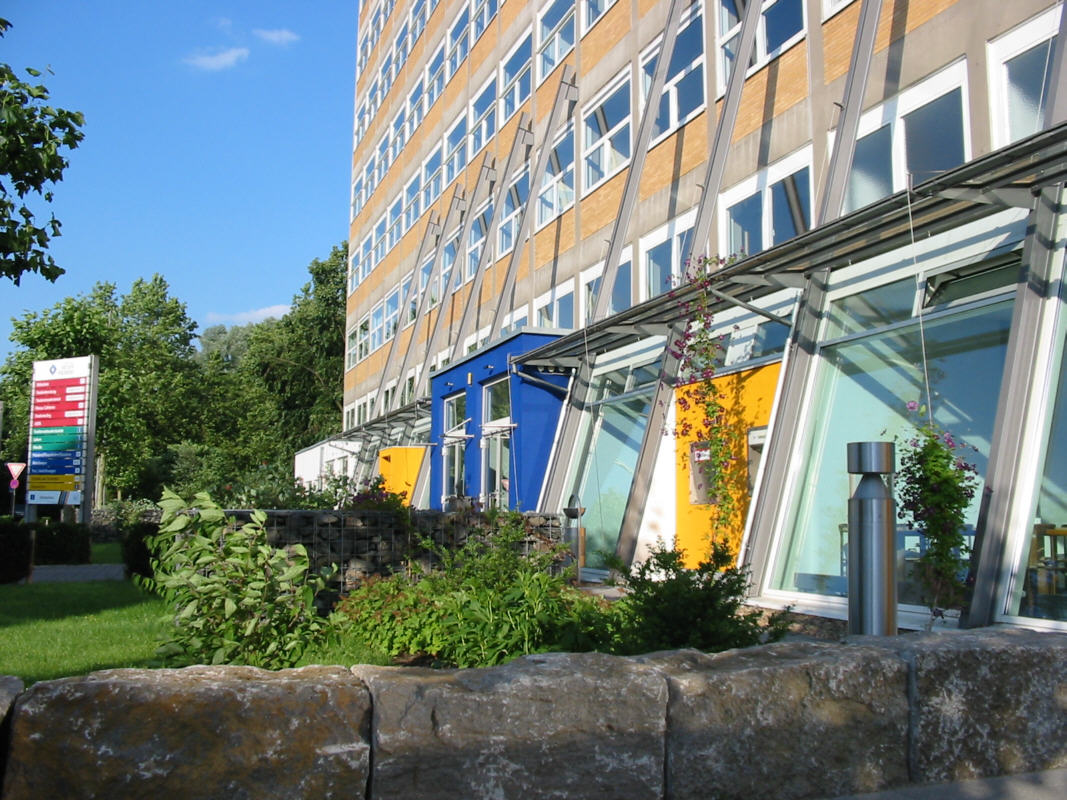
Вищий навчальний заклад Гіссен-Фрідберг

Гіссенський університет імені Юстуса Лібіха був заснований 1607 року ландграфом Людвігом V і носив його ім'я до 1945 року. Університет досі пов'язаний зі своїм засновником — його головна будівля розташована на вулиці Людвіга (нім. Ludwigstraße). 2009 року Гіссенський університет налічував понад 24 000 студентів. Основний напрямок освіти — природничі науки та медицина. Поряд з навчальними будівлями до університету відноситься Університетська клініка Гіссена та Марбурга.
Другим вищим навчальним закладом в Гіссені є Вища технічна школа Гіссен-Фрідберг (нім. Fachhochschule Gießen-Friedberg), заснована 1971 року, яка нараховує 2009 року понад 11 700 студентів, з них близько 6 000 навчаються в самому Гіссені.
2008 року було засновано вищий навчальний заклад Вільна теологічна вища школа Гіссена (Freie Theologische Hochschule Gießen), для вивчення теології.
З 75 000 жителів міста близько 30 000 становлять студенти.

### Юстиція
У Гіссені розташована низка судових установ: цивільний суд, адміністративний суд, прокуратура, а також юридична установа з питань відбуття покарання.

## Пам'ятки

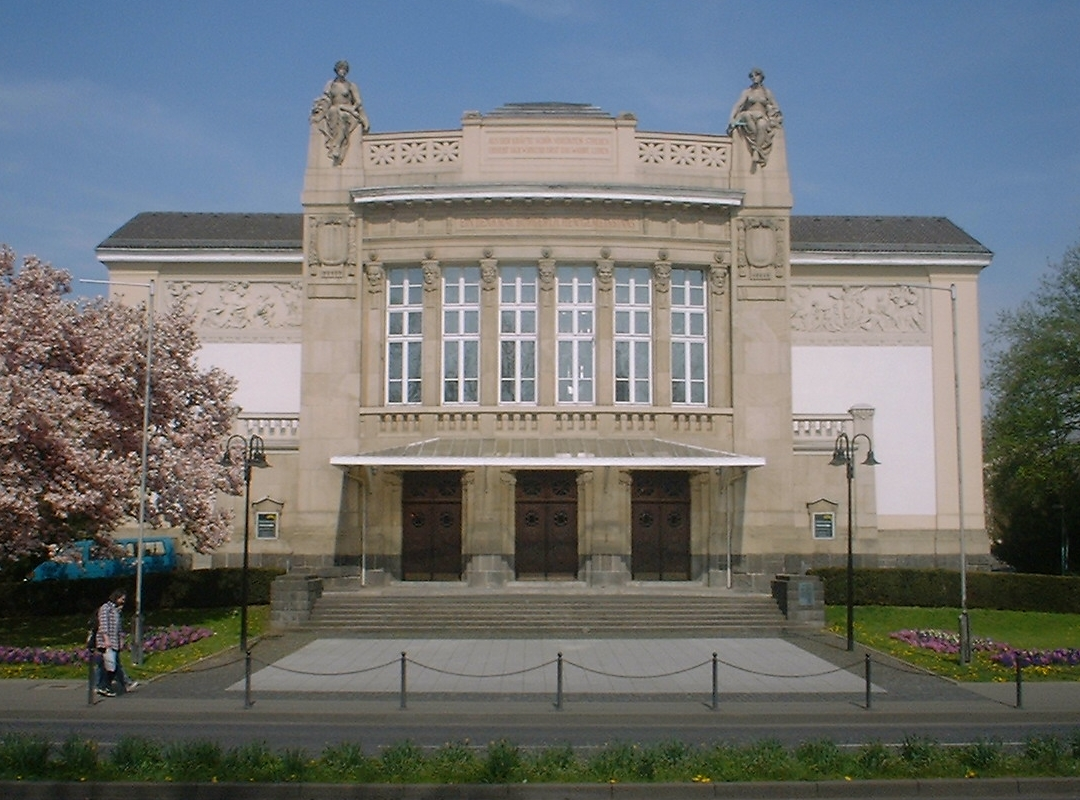
Міський театр

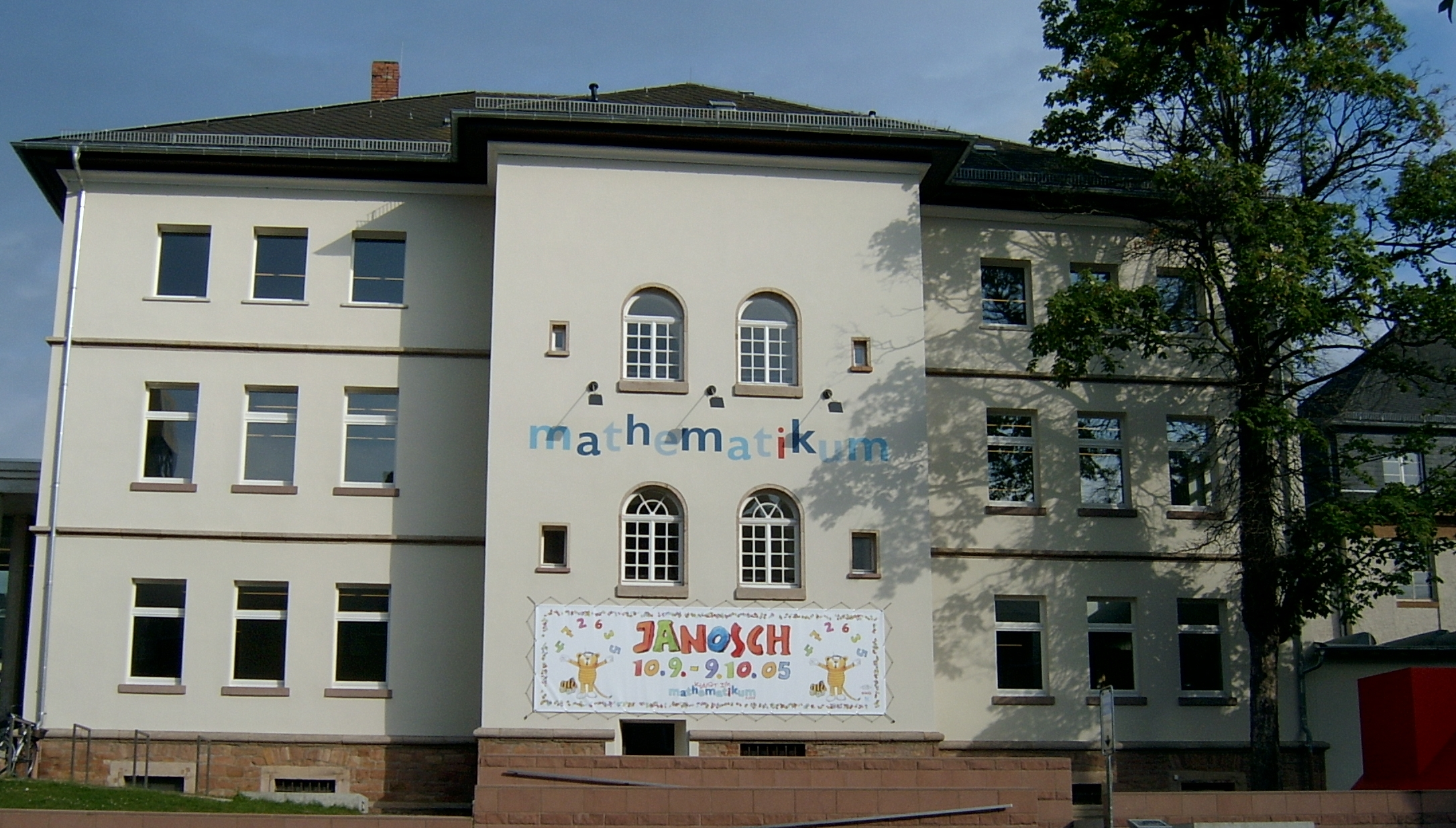
Музей Математикум

### Театр
Міський театр на 600 глядацьких місць був споруджений в 1906–1907 роках архітектурним бюро «Фельнер & Гельмер» за типом як і театри в Клагенфурті та в Яблонці. У гіссенскому міському театрі проводяться театральні постановки, опери, оперети, мюзикл, танці та концерти.

### Музеї
Музей Математикум (нім. Mathematikum) — перший та єдиний у своєму роді музей в Німеччині — знайомить відвідувачів з математикою в дуже наочній та цікавій формі. Поруч з Математикумом розташований музей Лібіха, присвячений науковому внеску відомого хіміка.
Обергессенський музей складається з трьох частин — Валенфельского будинку, Лейбського будинку та музею в Старому замку. Перші два розташовані в історичних міських будівлях на центральній площі Кірхплац (Kirchplatz). Тут можна познайомитися з доісторичними та ранніми історичними археологічними знахідками в районі Гіссена та експонатами з історії міста. У Старому замку на площі Брандплац (Brandplatz) зібрано художні твори місцевих майстрів з XIX–XX століть.

### Архітектурні споруди

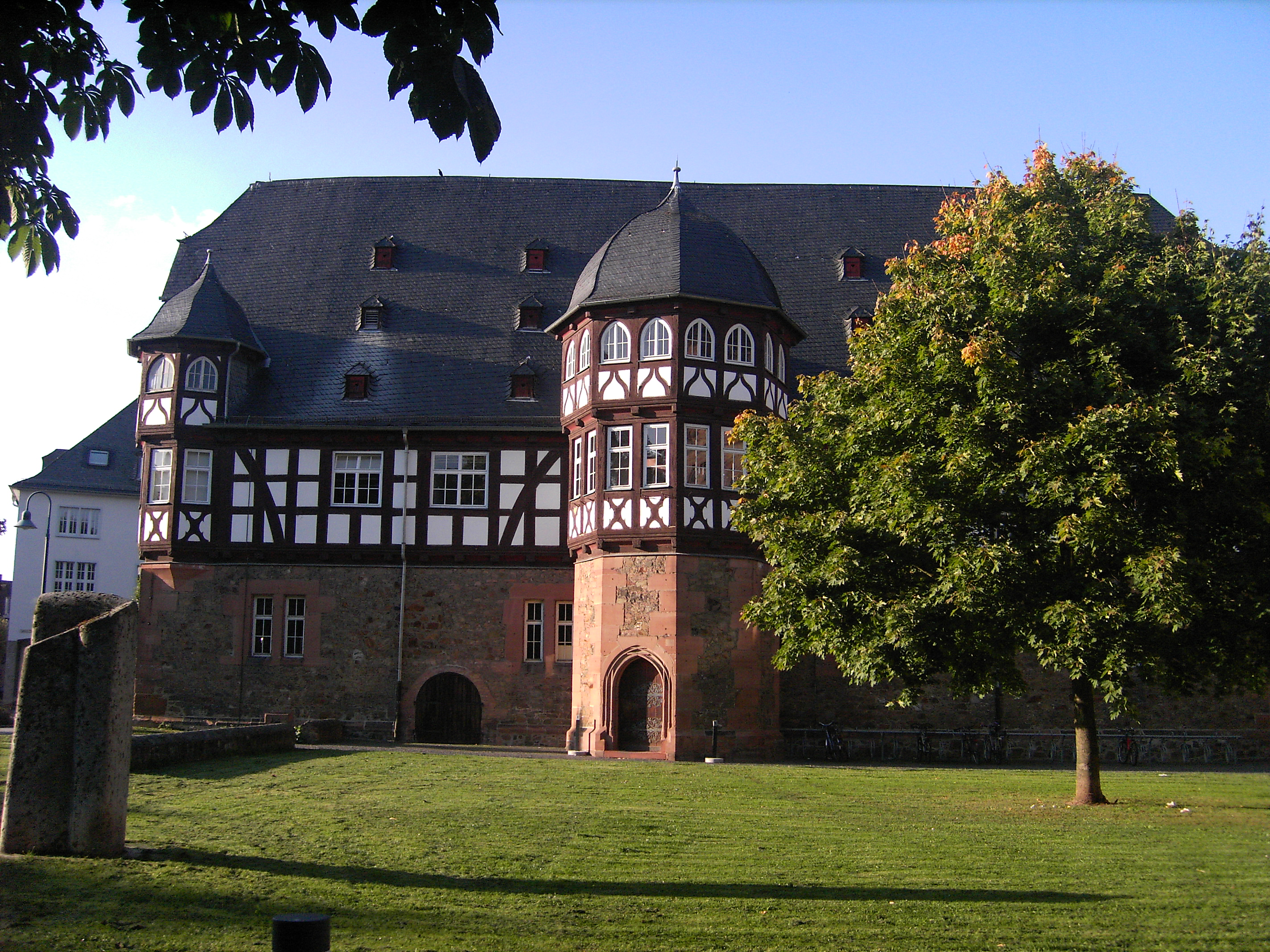
Новий замок

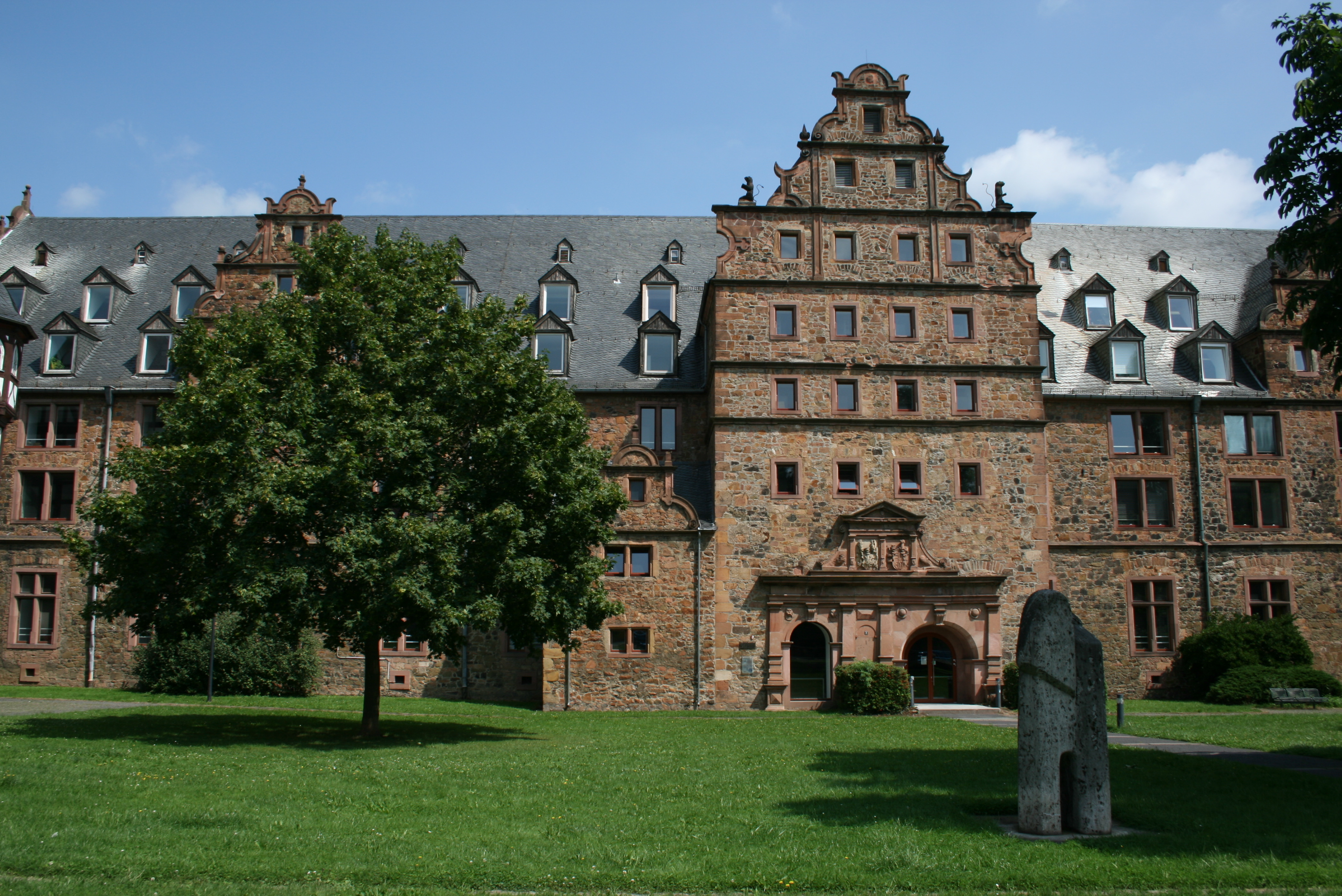
Цойґгавз

Унаслідок повітряних нальотів під час Другої світової війни історичні споруди в центрі Гіссена майже не збереглися. До визначних пам'яток Гіссена належать деякі відновлені фахверкові будинки. У ресторані Zum Löwen 1772 року Гете зустрічався зі своїми друзями. Старий замок та Новий замок ландграфів Гессенських. Фасад головного будинку Гіссенского університету та Цойґгавз, який також використовується університетом.
Готична західна башта міської церкви, зруйнованої 1944 року під час повітряних нальотів, була відновлена як пам'ятник жертвам трагічних подій. А з уламків міської церкви побудували каплицю — Капелла святого Панкрата (Pankratiuskapelle).
У 1891–1893 роках за планами берлінського архітектора Ганса Грізебаха недалеко від міського театру була побудована церква Йоганнеса (нім. Johanneskirche) — найбільша євангельська церква Гіссена, споруджена в неороманському стилі. Її висота сягає 75 метрів.
Старий цвинтар (нім. Alter Friedhof) за межами міського муру заклали 1530 року. На території цвинтаря є капела, побудована в 1623–1625 роках. За власним заповітом на цьому кладовищі був похований Вільгельм Конрад Рентген.
Будівля вокзалу була споруджена архітектором Людвігом Гофманом у стилі Модерн, при цьому він зберіг попередню будову 1854 року.

### Шіффенберг
Шіффенберг розташований за п'ять кілометрів від Гіссена на височині Гаусберг (нім. Hausberg) (281 м). Споруди колишнього монастиря було збудовано у першій половині XII століття. У 1323–1809 роках монастир належав Тевтонському орденові. Останнім часом частина споруд зруйнована. 1972 року Шіффенберге був викуплений землею Гессен та переданий на утримання містові Гіссену. З 1975 року в літні місяці тут проводяться музичні концерти просто неба.

### Баденбург

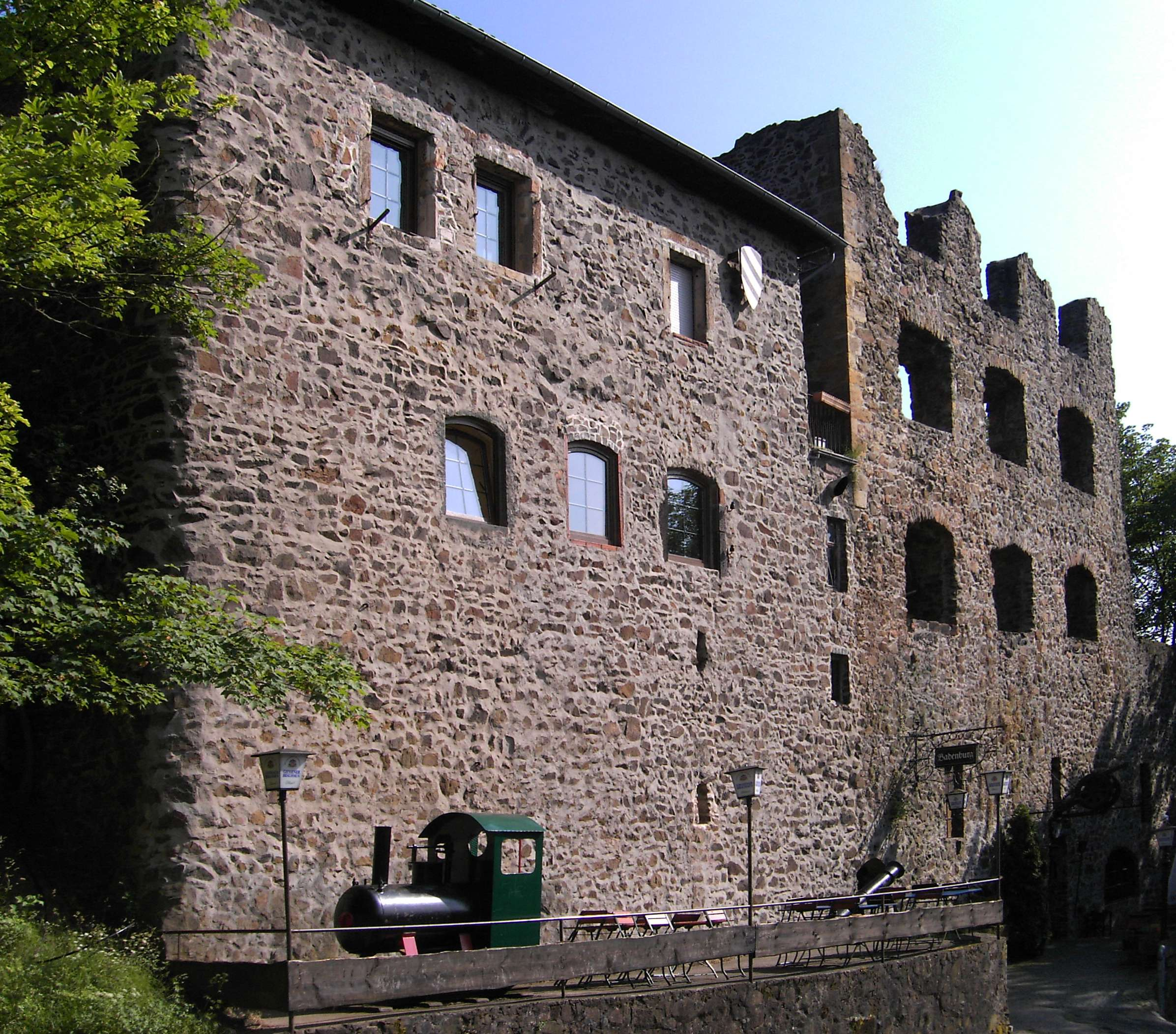
Баденбург

Руїни Баденбургу розташовані в північно-східній частині міста — в районі Візек. Баденбург був побудований 1358 року і зруйнований під час Тридцятирічної війни. Свого часу там проживав письменник Георг Бюхнер, де й написав свій памфлет «Der Hessische Landbote». Зараз там розташувався ресторан.

## Спорт
Чоловіча баскетбольна команда LTi Gießen 46ers (раніше MTV Gießen) починаючи з 1966 року щорічно грає в першій національній лізі Німеччини та неодноразово ставала чемпіоном.
Чоловіча волейбольна команда USC Gießen тричі перемагала в першостях Німеччини в 80-і роки.

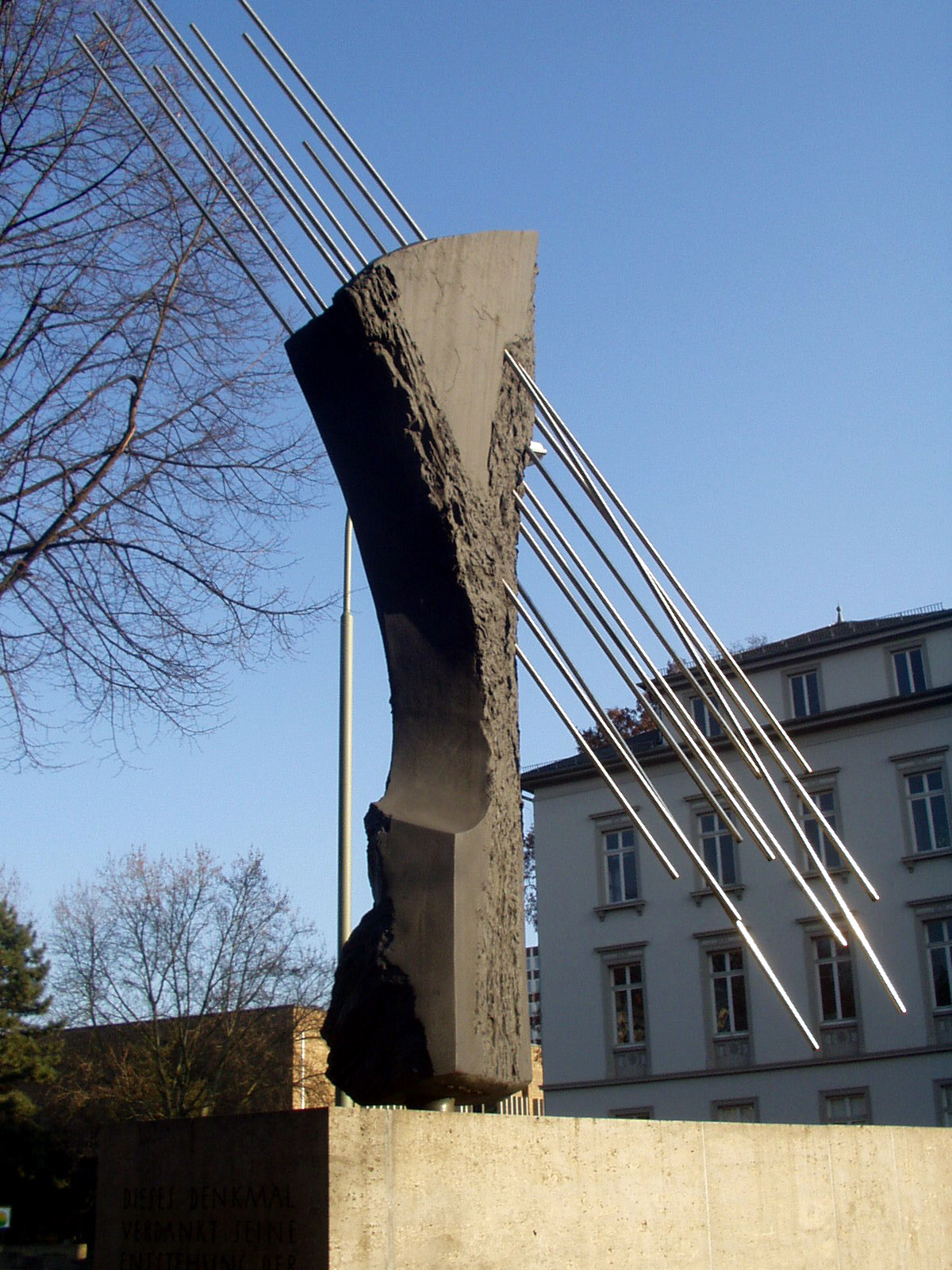
Рентгенівські промені

## Відомі уродженці та жителі
- 1803–1873: Юстус Лібіх, засновник сучасної органічної хімії
- 1813–1837: Георг Бюхнер, поет і драматург
- 1817–1895: Карл Фохт, натураліст, зоолог, палеонтолог, лікар
- 1818–1892: Август Вільгельм фон Гофман, хімік-органік
- 1845–1923: Вільгельм Конрад Рентген, перший лауреат Нобелівської премії з фізики
- 1860–1921: Вільгельм Зіверс, географ-країнознавець, мандрівник
- 1865–1939: Філіп Шейдеман, політик, соціал-демократ, який 9 листопада 1918 року проголосив Німеччину республікою  (в результаті Листопадової революції), перший канцлер Веймарської республіки
- 1885–1970: Фрідріх Кельнер, німецький політичний діяч, військовий юрист, опозиціонер нацизму
- 1895–1980: Вальтер Дорнбергер, інженер-адміністратор, один із засновників важкого ракетного машинобудування, генерал-лейтенант
- 1957–1985: Штефан Беллоф, автогонщик, учасник чемпіонату світу з автоперегонів у класі Формула-1
- 1960: Гаральд Леш, фізик, астроном, філософ та телеведучий
- 1963: Тіль Швайгер, актор, режисер, продюсер та сценарист

## Міста-побратими
- San Juan del Surd, Нікарагуа
- Ватерлоо, США
- Веньчжоу, КНР (травень 2011)[2][3][…]
- Версаль, Франція
- Вінчестер, Велика Британія
- Геделле, Угорщина
- Градець-Кралове, Чехія (26 травня 1990)[8]
- Нетанья, Ізраїль (26 червня 1978)[9][10]
- Феррара, Італія